# 이시카리나베

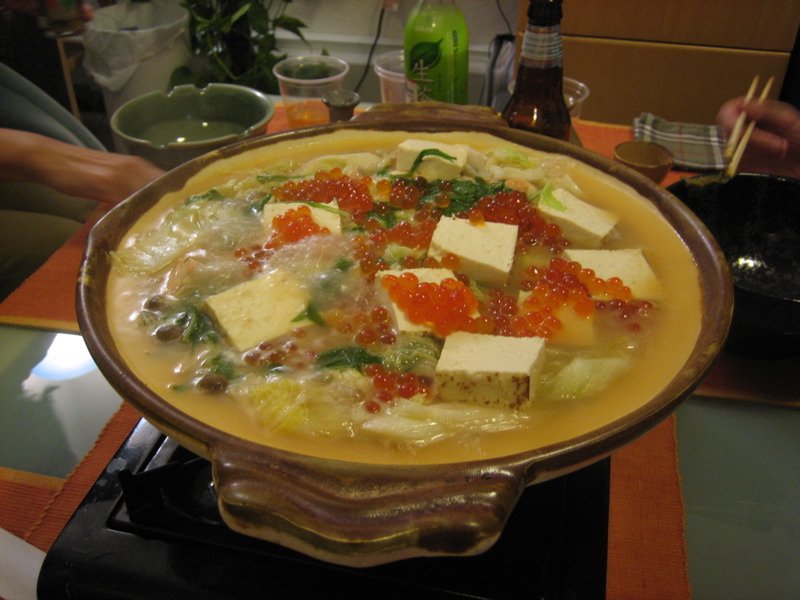
연어와 함께 조리된 이시카리나베

이시카리나베(石狩鍋)는 연어를 주재료로 된장으로 양념한 일본의 냄비 요리이며, 홋카이도의 향토 음식이다.

## 개요
이시카리나베는 연어의 몸과 뼈와 두부, 양파 · 양배추 · 무 · 표고버섯 · 당근 · 대파 등의 다양한 야채를 이용해 다시마로 국물을 우려내어 된장을 만든 후 국물로 삶는 것으로, 또한 국물에 술지게미를 추가하고, 버터와 우유 등을 조미료로 쓰는 경우도 있다. 마지막에 산초 열매 또는 분말을 뿌려 먹는다.

## 유래
명칭은 연어가 산란 시에 올라오는 이시카리강에 관련되어 있다. 된장국에 연어나 아라, 야채 등을 넣어 먹고 있던, 지역의 어부가 고안해낸 요리인 이시카리나베는 홋카이도 이시카리시의 이시카리강 하구 근처에 있는 1880년 창업한 일본 요리집 긴다이테이가 발견하게 되고, 그 가게에 의해 세상에 탄생하게 되었다. 당시 어부들의 요리에 잘 사용하지 않던 서양 야채(양파, 양배추 등)의 사용이나 냄비에 감칠맛을 내고 연어의 비린내를 억제하는 산초의 사용은 긴다이테이의 아이디어가 포함되어 있다는 것을 보여준다.

## 향토 요리
이시카리나베는 2007년 일본 농림수산성에서 주최한 농산어촌향토요리백선에서 찬찬 구이, 징기스칸과 함께 홋카이도 향토 음식으로 선정되었다.

## 이시카리나베 기념일
이시카리나베의 탄생을 기념하기 위해 이시카리 시내의 음식점에서 결성된 '아키아지 모임'에서 제정한 기념일로, 매년 9월 15일이다. 일본 기념일 협회에 신청하여 2008년 7월에 공식적으로 인정되었다. 날짜는 이시카리에서 연어가 잡히는 계절로 하였다고 한다. 또 9와 15를 일본어로 읽으면 "구경" "먹으러 가자"와 발음이 같다.

## 참고 문헌
- 菊地武顕 (2013년 11월). 《あのメニューが生まれた店》. 헤이본샤. ISBN 978-4582634860.